# Elisabeth Albertine von Sachsen-Hildburghausen

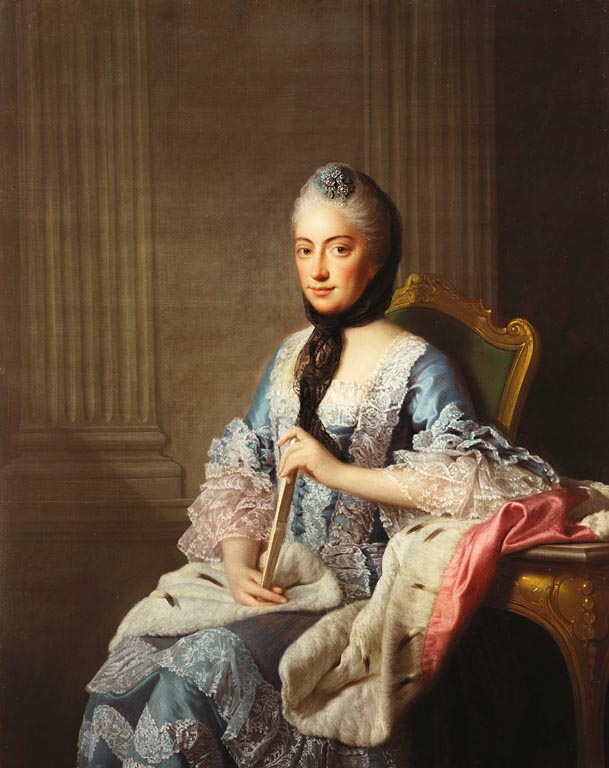
Elisabeth Albertine von Sachsen-Hildburghausen, Herzogin zu Mecklenburg-Strelitz

Elisabeth Albertine von Sachsen-Hildburghausen (* 3. August 1713 in Hildburghausen; † 29. Juni 1761 in Neustrelitz) war eine Prinzessin von Sachsen-Hildburghausen und durch Heirat Herzogin zu Mecklenburg [-Strelitz].

## Leben
Elisabeth Albertine wurde als Tochter des Herzogs Ernst Friedrich I. von Sachsen-Hildburghausen (1681–1724) in dessen Ehe mit Sophia Albertine (1683–1742), Tochter des Grafen Georg Ludwig I. von Erbach-Erbach, auf Schloss Hildburghausen geboren. Damit gehörte sie dem Haus Sachsen-Hildburghausen an.
Am 5. Februar 1735 heiratete sie in Hildburghausen Karl, Herzog zu Mecklenburg (1708–1752), aus einer Nebenlinie des herzoglichen Hauses von Mecklenburg-Strelitz, mit dem sie unter bescheidenen Verhältnissen in Mirow lebte. Die aus Neigung geschlossene Ehe gestaltete sich glücklich. Die Hofhaltung des Paares sorgte für einen Aufschwung Mirows, welches 1747 durch ein Feuer fast gänzlich zerstört worden war. Die Kinder des Paares wurden häuslich erzogen, wobei Elisabeth Albertine, die als fromm und scharfsinnig beschrieben wurde, bedeutenden Anteil hatte.
Nach dem Tode ihres Mannes und dessen älteren Bruders 1752 wurde ihr 14-jähriger Sohn Adolf Friedrich IV. (regierender) Herzog des Landesteils Mecklenburg-Strelitz, und Elisabeth Albertine zog mit den Kindern nach Neustrelitz um. Während der Zeit von Adolf Friedrichs Regierungsantritt im Dezember 1752 versuchte Elisabeth Albertine für einige Wochen, für den Sohn die Regierungsgeschäfte zu führen, denn ihr Mann hatte sie in seinem vom Kaiser bestätigtem  Testament zum Vormund ihrer Kinder bestimmt. Die Vormundschaft beanspruchte allerdings auch Herzog Christian Ludwig II. zu Mecklenburg [–Schwerin], der Truppen einrücken ließ und so den Huldigungseid der meisten Strelitzer Regierungsbeamten erzwang. An tatsächliche Regentschaft war in dem eskalierenden Vormundschaftsstreit für keine der Parteien zu denken. Adolf Friedrich IV. hatte man zur Sicherheit nach Greifswald verbracht. Elisabeth Albertine legte Beschwerde beim Reichshofrat ein. Schließlich konnte sie erreichen, dass der Kaiser ihren Sohn vorzeitig für mündig erklärte.
Elisabeth Albertine stand ihrem Sohn bei politischen Fragen auch in der Folgezeit beratend zur Seite. Gemeinsam mit ihrem Sohn ratifizierte sie im Juli 1755 für ihre minderjährigen Kinder den Landesgrundgesetzliche Erbvergleich.
Elisabeth Albertine galt als besonders umsichtige Fürstin. Sie starb 1761 zwei Monate bevor ihre Tochter (Sophie) Charlotte britische Königin wurde; noch auf dem Sterbebett hatte sie deren Ehevertrag ausgehandelt. Mit ihrem Tod endete die fürstliche Hofhaltung in Mirow, wo die Familie noch regelmäßig den Sommer verbracht hatte. Elisabeth Albertine fand in der Fürstengruft in Mirow die letzte Ruhe. Ihr Sarg ist nicht erhalten.

## Nachkommen
Aus der gemeinsamen Ehe gingen zehn Kinder hervor, von denen sechs das Erwachsenenalter erreichten:
- Christiane (1735–1794)
- Karoline (*/† 1736)
- Adolf Friedrich IV. (1738–1794), Herzog (später regierender Herzog) zu Mecklenburg [-Strelitz]
- Elisabeth Christine (1739–1741)
- Sophie Luise (1740–1742)
- Karl II. (1741–1816), Herzog zu, später Großherzog von Mecklenburg [-Strelitz]

⚭ 1. 1768 Prinzessin Friederike Caroline Luise von Hessen-Darmstadt (1752–1782)
⚭ 2. 1784 Prinzessin Charlotte von Hessen-Darmstadt (1755–1785)
- Ernst (1742–1814)
- Gotthelf (*/† 1745)
- (Sophie) Charlotte (1744–1818), später Königin von Großbritannien

⚭ 1761 König Georg III. von Großbritannien (1738–1820)
- Georg (August) (1748–1785), kaiserlicher General-Major in Ungarn